# びわこ文化公園都市

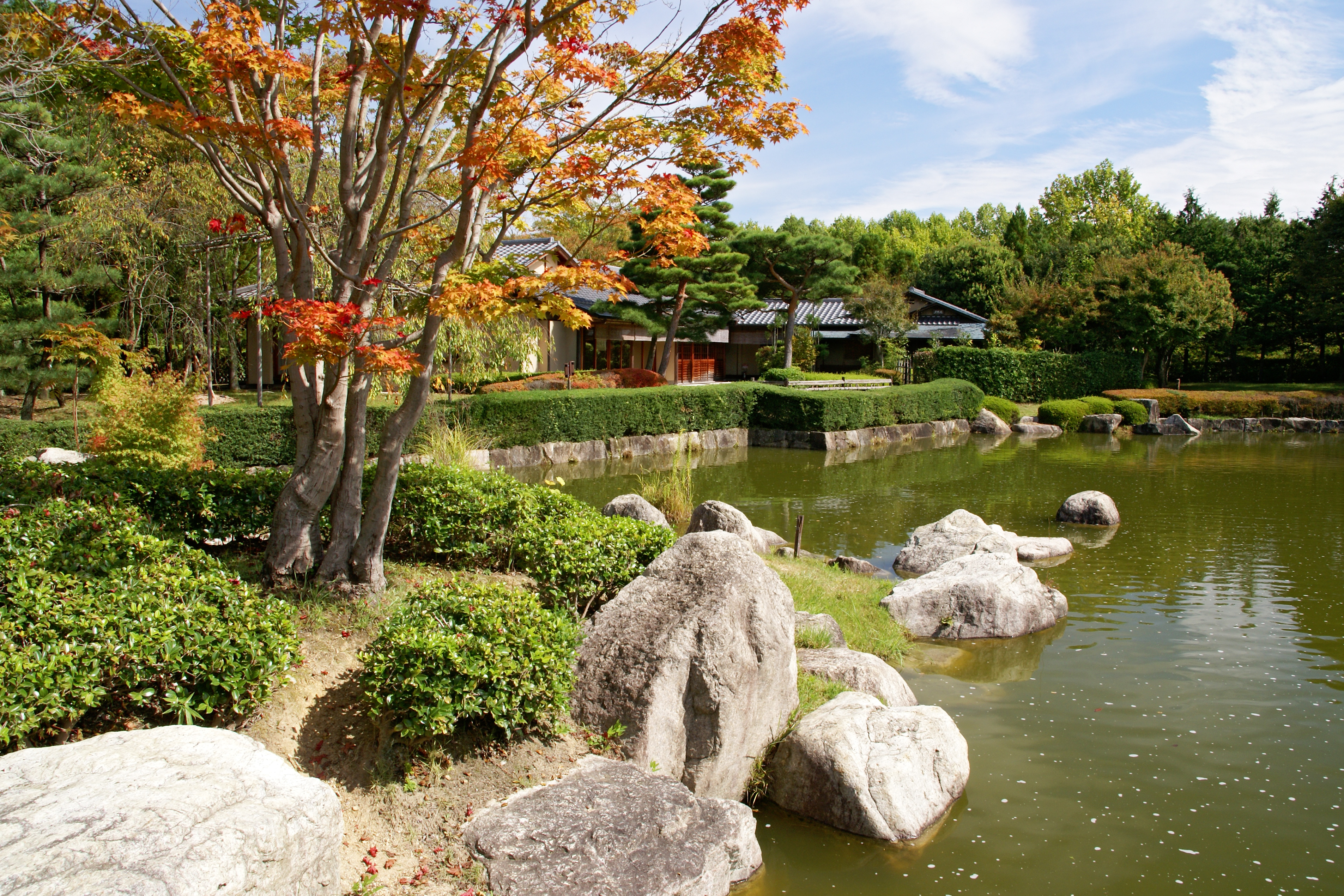
びわこ文化公園（2007年10月、奥の建物は茶室夕照庵）

びわこ文化公園都市（びわこぶんかこうえんとし）は、滋賀県大津市にあるびわこ文化公園を中心とした公園都市の愛称である。

## 概要
滋賀県大津市の湖南丘陵（瀬田丘陵）に広がる都市公園、びわこ文化公園を中心とし、それに隣接する瀬田・上田上の各地域から草津市に広がる丘陵地の一帯（約520 ha）を当公園都市の構想区域に位置づけたことが名称の由来となった。同公園都市の構想が滋賀県から公表されたのは1979年（昭和54年）であり、文化・芸術・医療・福祉・教育・研究・レクリエーションなどの多様な施設の集積地として整備が行われた。滋賀県は1982年（昭和57年）に「びわこ文化公園都市基本計画」を公表し、それから30年が経過した2012年（平成24年）に「びわこ文化公園都市将来ビジョン」を策定し、今後のあるべき姿の模索を行った。なお、同ビジョンは2023年（令和5年）に改定が行われた。

## 歴史
事業計画に関する歴史を解説するが、当公園都市内にある主な施設の開設・開館・開校に関する情報も併せて紹介する。

### 年表
- 1975年（昭和50年）：滋賀県立東大津高等学校が開校する（当時はにおの浜の仮校舎。翌年に現在地へ移転）[2]。
- 1976年（昭和51年）：滋賀医科大学が開校する（守山市にあった仮校舎から移転）[3]。
- 1978年（昭和53年）：滋賀医科大学医学部附属病院が開院する[4]。
- 1979年（昭和54年）：びわこ文化公園都市構想を公表する[1][文献 1]。
- 1980年（昭和55年）：滋賀県歯科医師会歯科総合センター、滋賀県埋蔵文化財センターを開設し[5]、滋賀県立図書館が開館する[6]。
- 1981年（昭和56年）：住宅ゾーンの飛島グリーンヒルを着工する[7]。
- 1982年（昭和57年）：びわこ文化公園基本計画を公表する[1][文献 1]。
- 1984年（昭和59年）：滋賀県薬学総合センター、滋賀県立障害者総合福祉センター（むれやま荘、障害者更生相談所）、滋賀県中央児童相談所（現：中央子ども家庭相談センター）を開設し、滋賀県立近代美術館（現・滋賀県立美術館）が開館する[8]。
- 1987年（昭和62年）：びわこ文化公園内に茶室夕照庵がオープンする。
- 1988年（昭和63年）：滋賀県立婦人相談所、滋賀婦人寮を開設する。
- 1989年（平成元年）：龍谷大学瀬田キャンパスが開校する[9]。
- 1990年（平成2年）：滋賀県立障害者福祉センターを開設する[10]。
- 1991年（平成3年）：滋賀県立草津養護学校が開校し[11]、第一びわこ学園（現・びわこ学園 医療福祉センター草津）が当公園都市内に移転する[12]。
- 1992年（平成4年）：滋賀県立精神保健福祉センター（現・滋賀県立精神医療センター）が開院する[13]。
- 1993年（平成5年）：滋賀県立長寿社会福祉センターを開設する[14]。
- 1994年（平成6年）：立命館大学びわこ・くさつキャンパスが開校する[15]。
- 1996年（平成8年）：放送大学滋賀学習センターを龍谷大学瀬田キャンパス内に開設する。
- 1998年（平成10年）：京都大学生態学研究センター[注 2]を開設する[16]。
- 2000年（平成12年）：滋賀県立アイスアリーナを開設する[17]。
- 2012年（平成24年）：びわこ文化公園都市将来ビジョンを策定する[1][文献 1]。
- 2014年（平成26年）：公募によりシンボルマークを制定する[18][文献 2]。
- 2019年（令和元年）：国から「SDGs未来都市」に選定される[文献 3]。
- 2022年（令和4年）：滋賀アリーナを開設する[19]。
- 2023年（令和5年）：びわこ文化公園都市将来ビジョンを改定する[注 1]。

（注記なき出典：）

## 主な施設
所在地の住所（大津市または草津市）を基に分類するが、閉鎖した施設は一部を除いて省略する。

### 大津市
- びわこ文化公園
  - 滋賀県立図書館
  - 滋賀県立美術館
  - 茶室夕照庵
  - 滋賀県埋蔵文化財センター
- 滋賀医科大学
  - 滋賀医科大学医学部附属病院
- 龍谷大学瀬田キャンパス

放送大学滋賀学習センターを併設。
- 滋賀県立東大津高等学校
- 滋賀県立アイスアリーナ
- 滋賀アリーナ

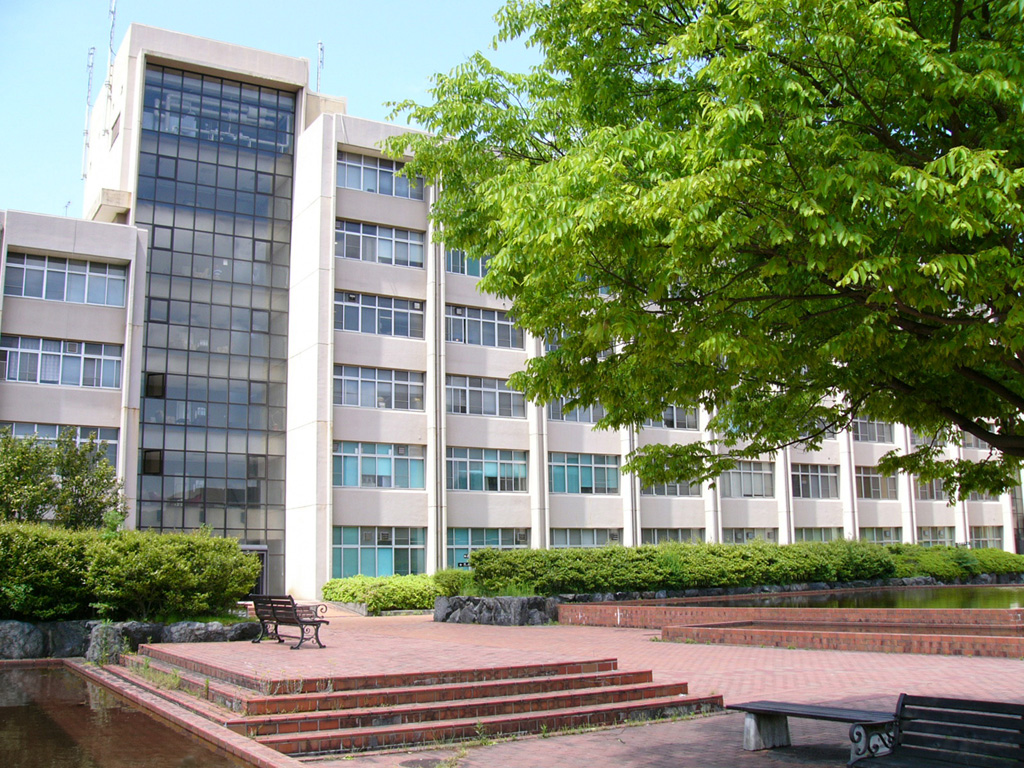
滋賀医科大学（基礎研究棟と中庭）
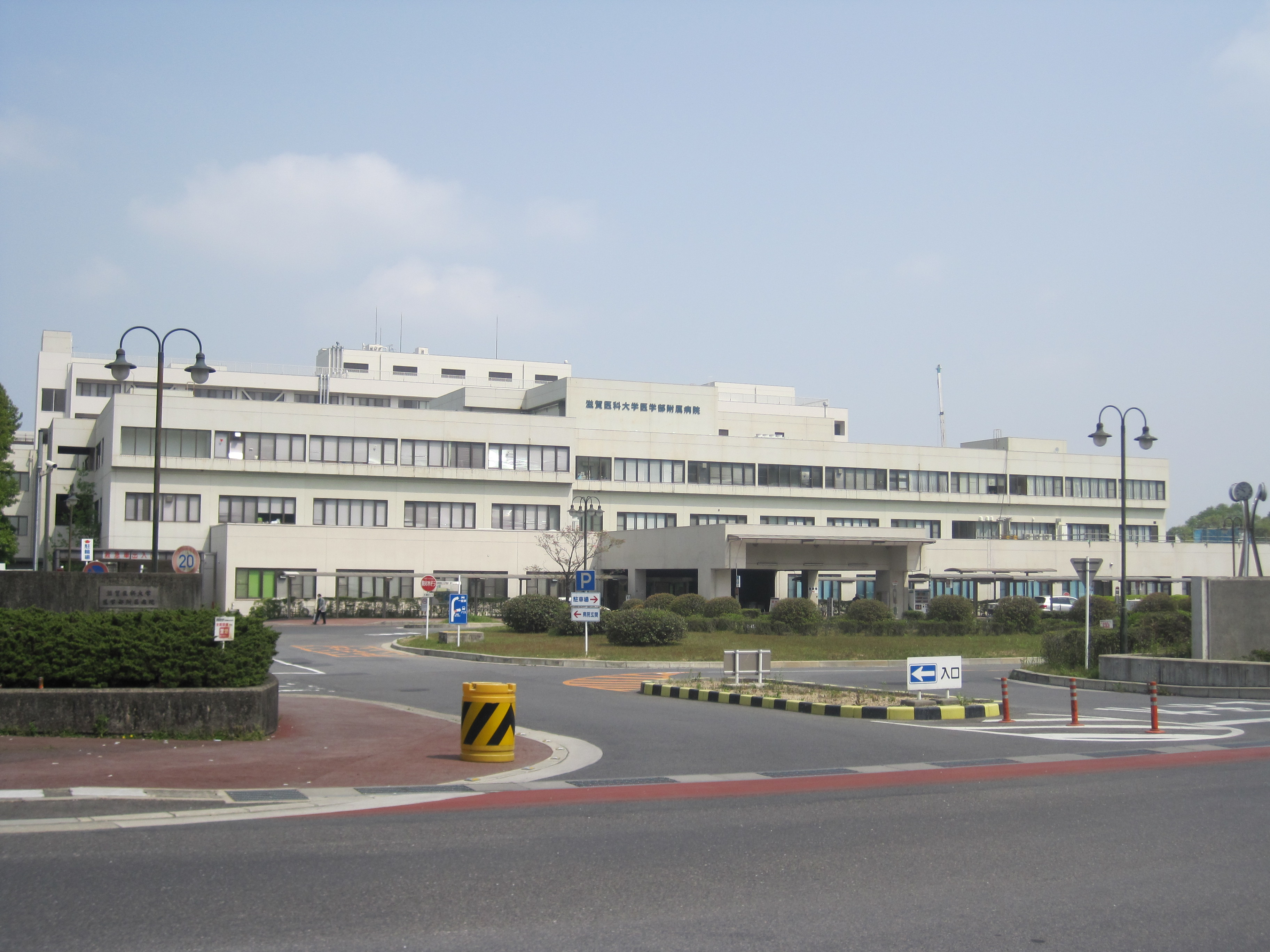
滋賀医科大学医学部附属病院
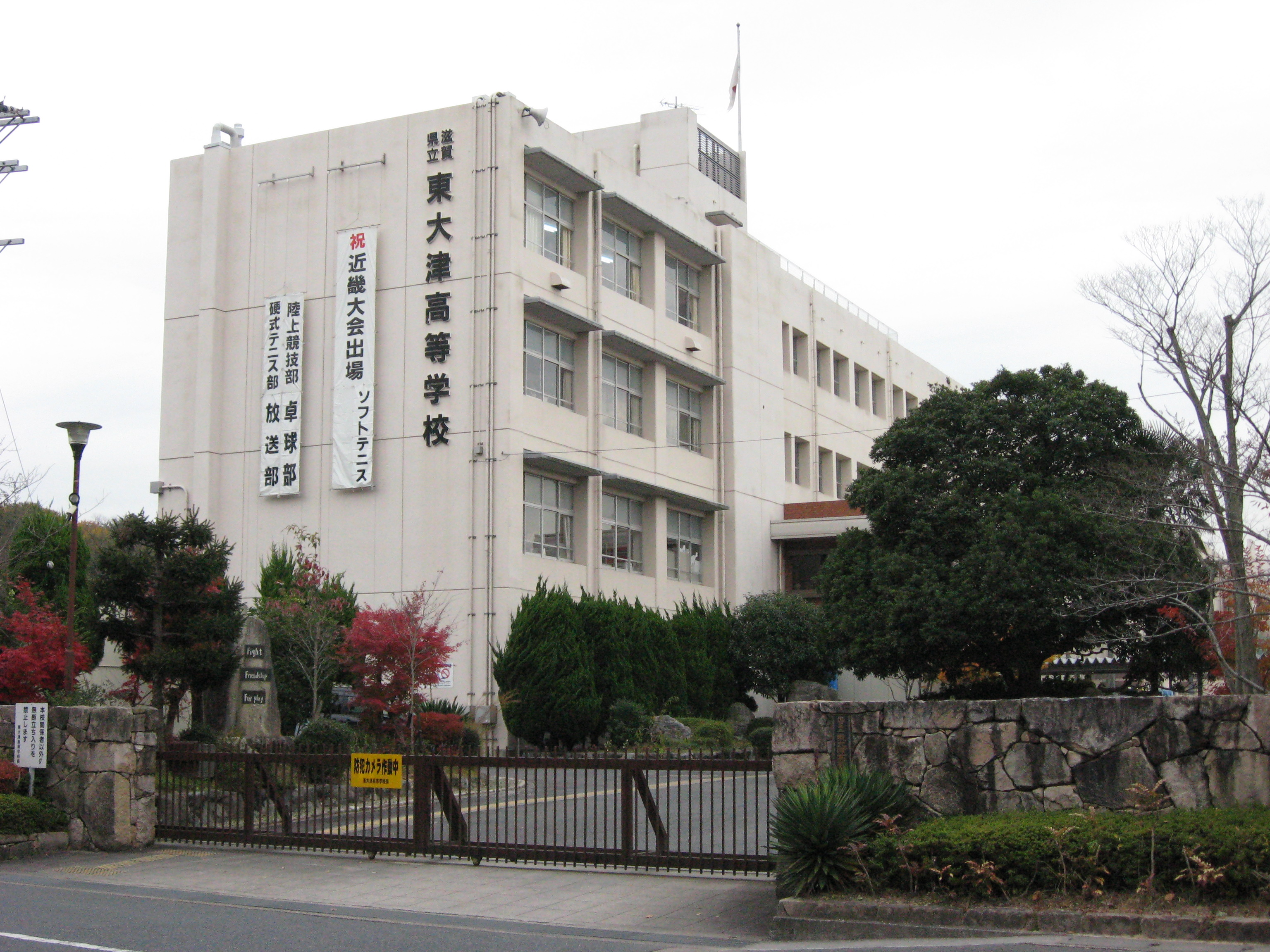
滋賀県立東大津高等学校
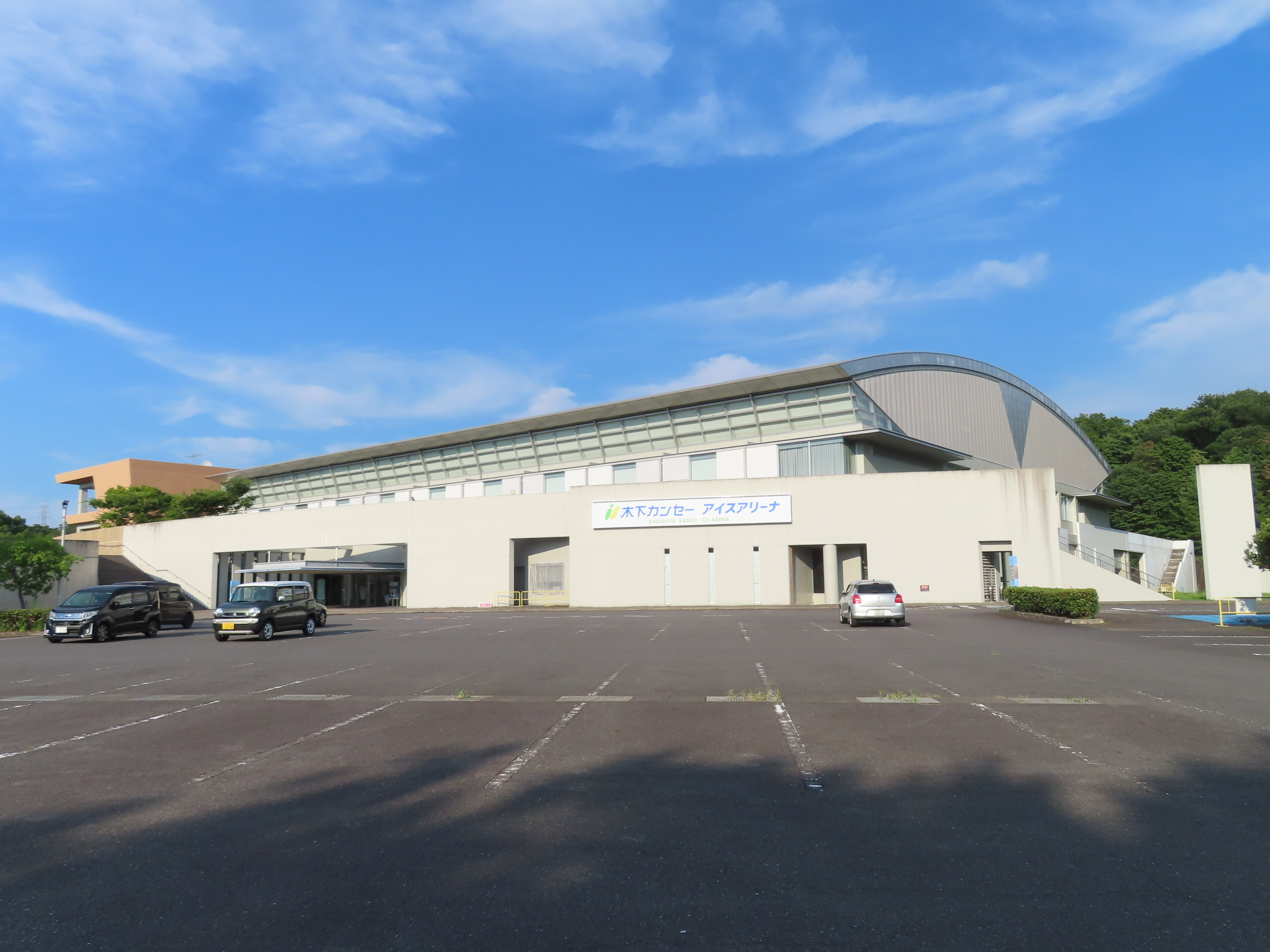
滋賀県立アイスアリーナ
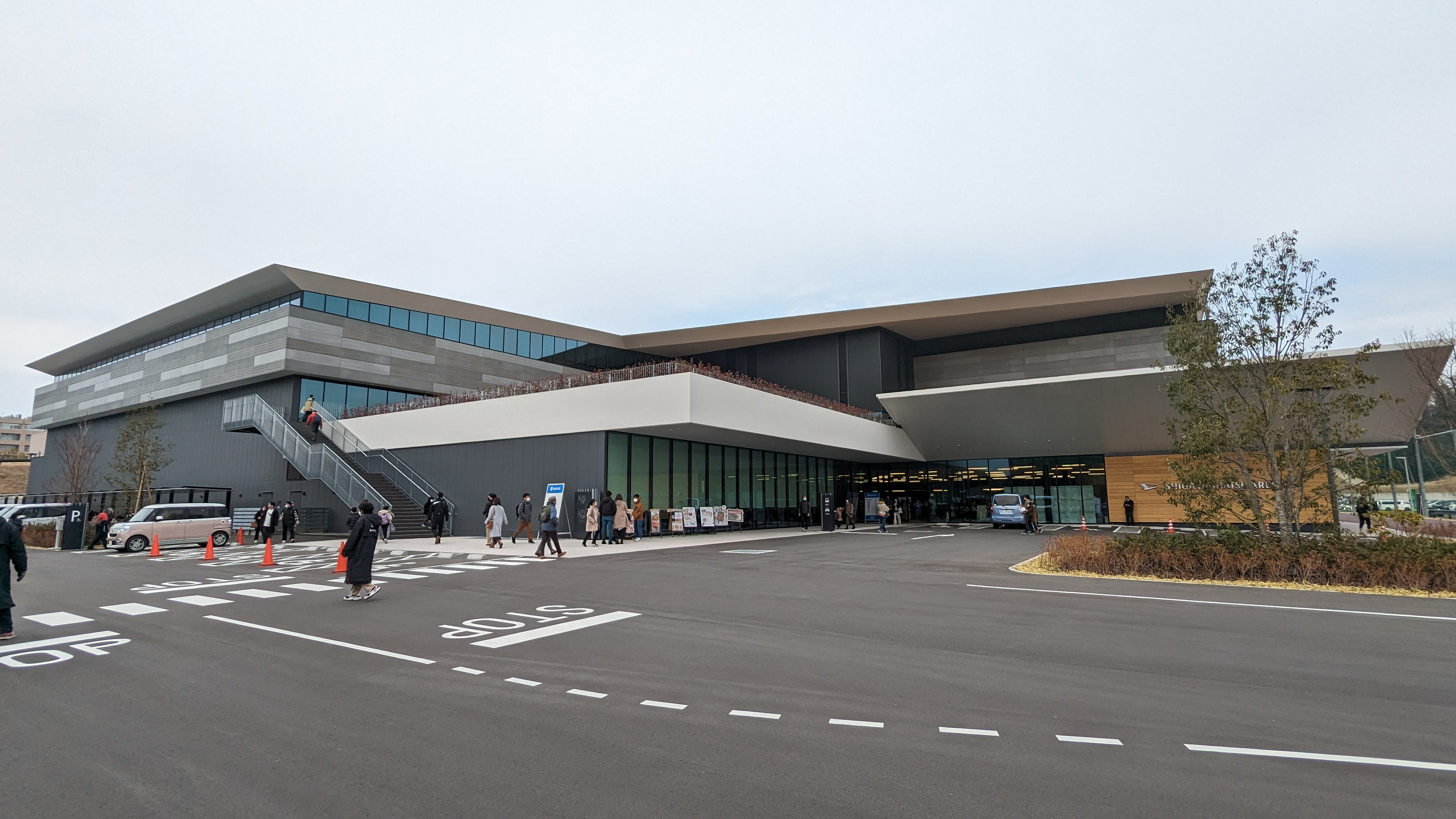
滋賀アリーナ

### 草津市
- 立命館大学びわこ・くさつキャンパス
- 京都大学生態学研究センター
- 滋賀県立草津養護学校
- びわこ学園 医療福祉センター草津
- 滋賀県立障害者総合福祉センター
- 滋賀県立精神医療センター

滋賀県医療福祉相談モールを併設。
- 滋賀県中央子ども家庭相談センター
- 滋賀県歯科医師会歯科総合センター

以前は滋賀県歯科技工士専門学校を併設していたが、同専門学校は2019年（平成31年）3月31日をもって閉校した。
- 滋賀県薬学総合センター

滋賀県薬剤師会本部を併設。
- 滋賀県赤十字血液センター
- 飛島グリーンヒル

同公園都市の住宅ゾーン（住宅地）。住宅地は同市（若草）と大津市（青山・松が丘）に跨がる。

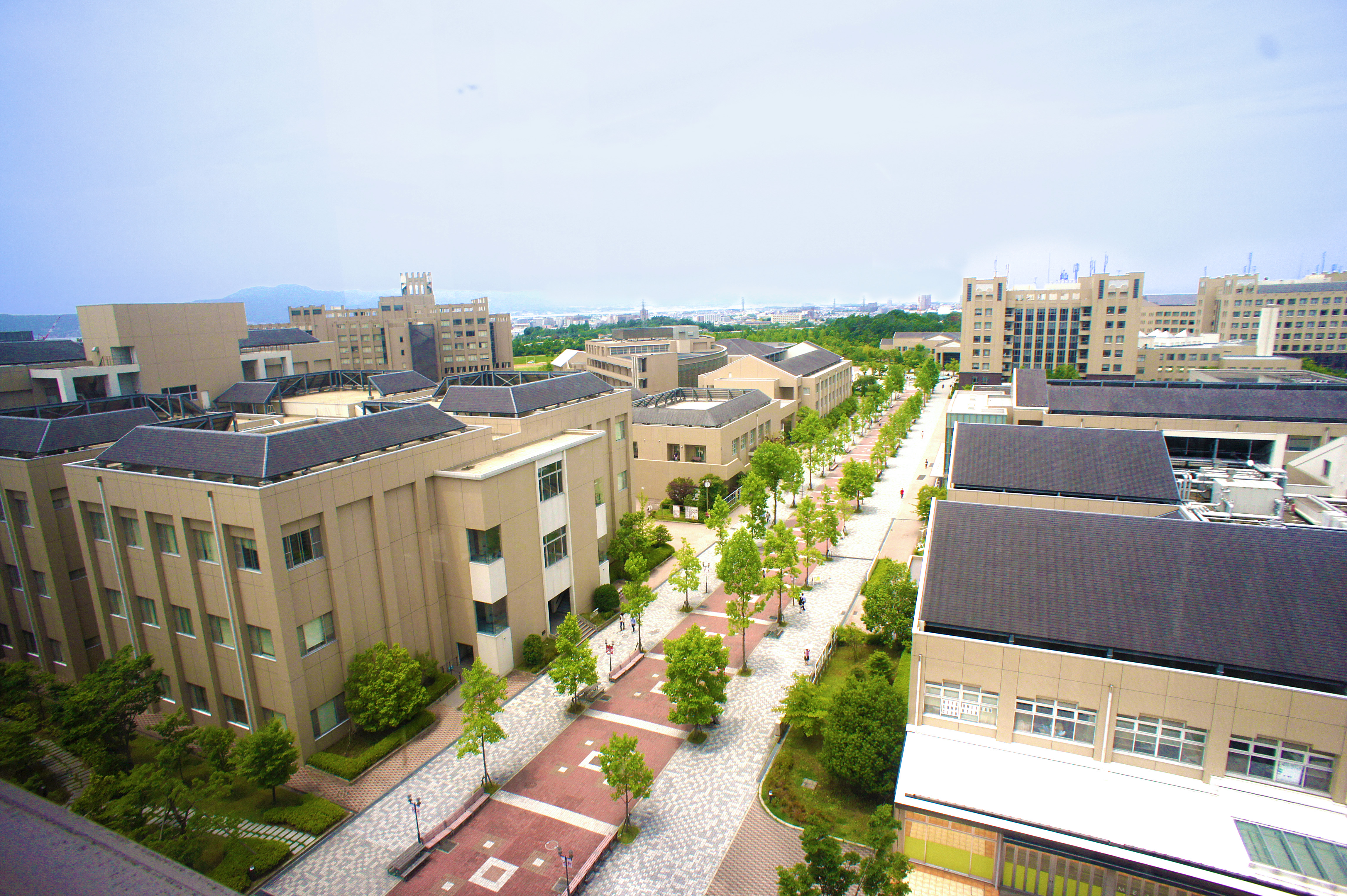
立命館大学 びわこ・くさつキャンパス
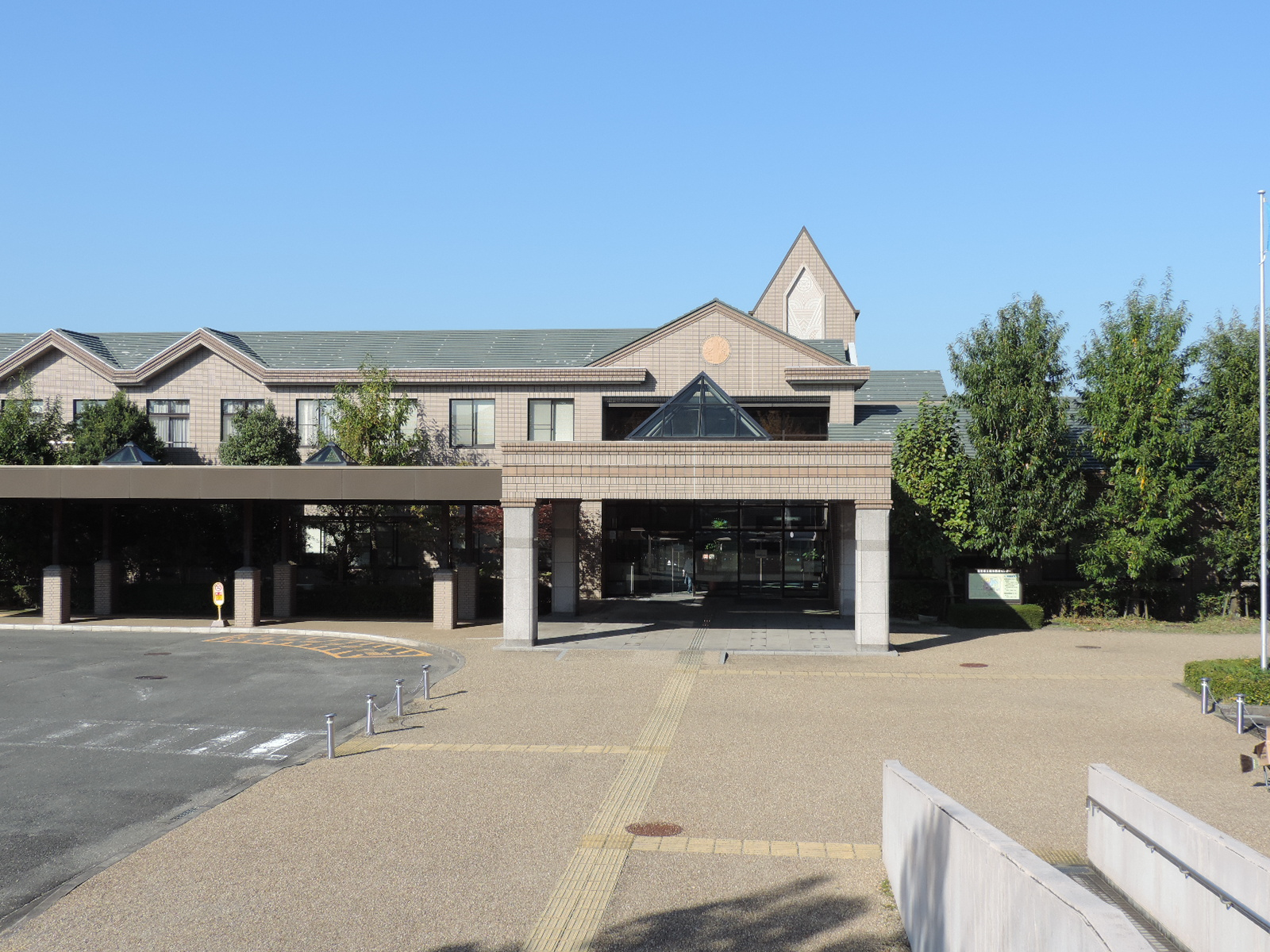
滋賀県立精神医療センター
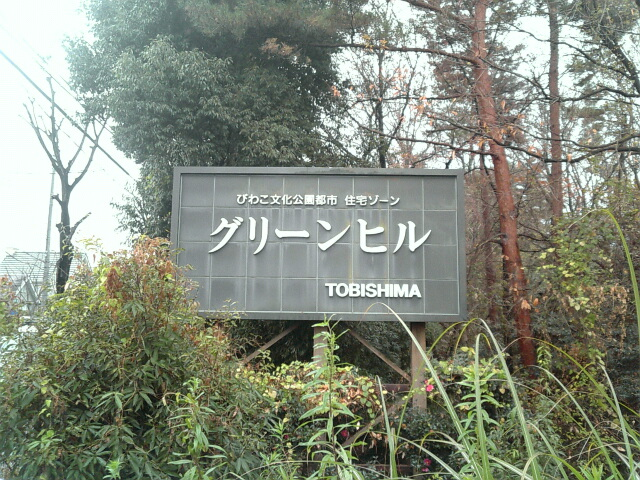
飛島グリーンヒル（住宅ゾーンとして開発。看板は後に撤去）

## 将来ビジョン
2012年（平成24年）に策定し、当公園都市の今後あるべき姿を模索したものである。同計画は2023年（令和5年）に改定が行われた。なお、同ビジョンの検討視点と将来像は下記のとおり。大津市は「大津市都市計画マスタープラン」を、草津市は志津南学区まちづくり協議会が「志津南学区まちづくり行動計画」をそれぞれ公表している。
検討視点
- 利用・交流人口の増大
- 立地施設・機関の持つ機能の維持向上
- 新しい価値の創造・発信の促進

将来像
1. 交流 - 県内外の人々が交流する場
2. 創造 - 文化・芸術を創造する場
3. 挑戦 - 未来成長へ挑戦する場
4. 紡ぐ - 歴史と暮らしを紡ぐ場
5. 支える - いのちと健康を支える場